# 모하마드 자바드 자리프

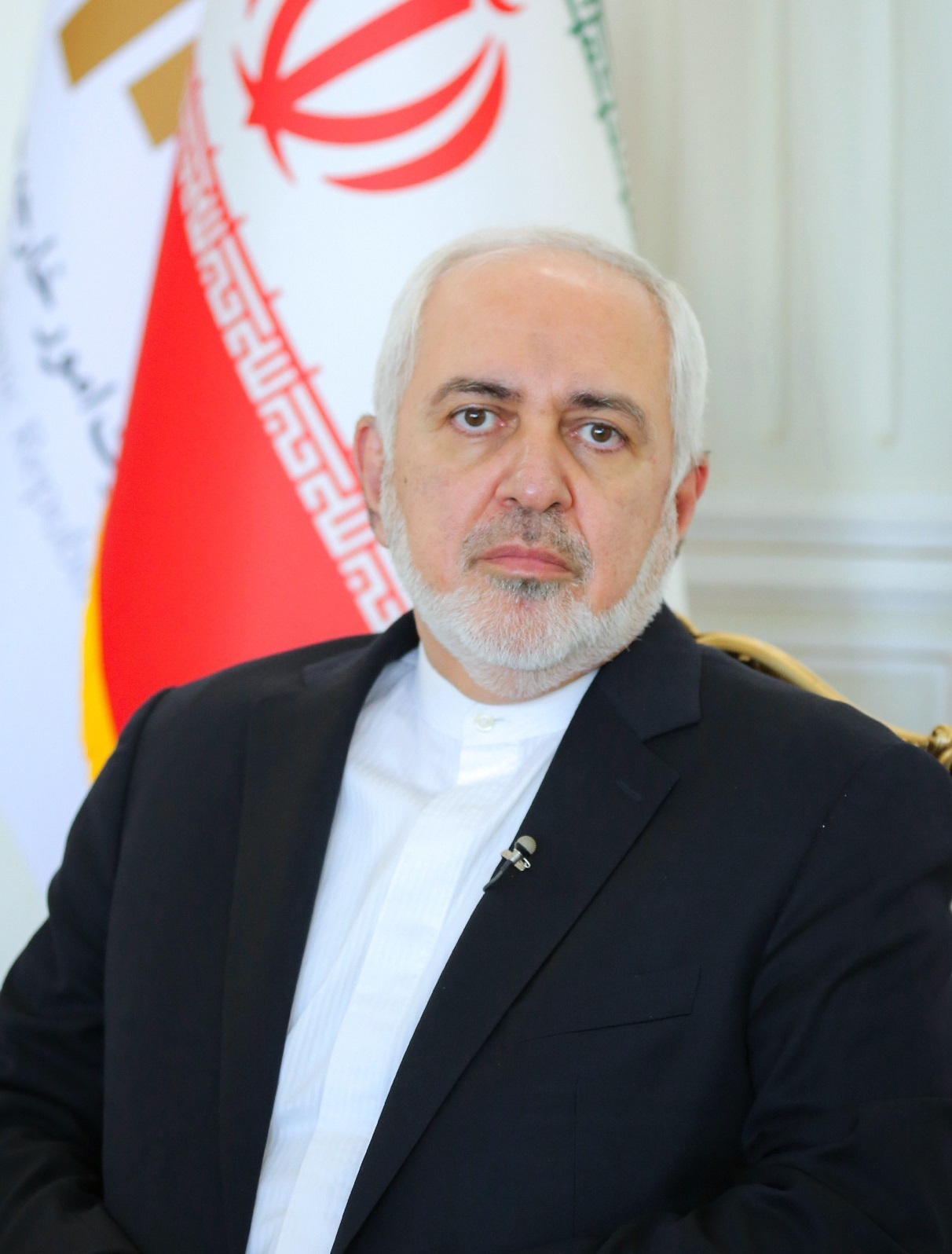
모하마드 자바드 자리프

모하마드 자바드 자리프(1960년 1월 7일 ~ , 페르시아어: محمدجواد ظریف خوانساری)는 이란의 외교관이다. 테헤란 출신으로 미국 샌프란시스코 주립 대학교를 졸업했다. 2002년 8월 5일부터 2007년 7월 25일까지 유엔 주재 이란 대사를 역임했으며 2013년 8월 15일부터 2021년 8월 25일까지 이란의 외무장관을 역임했다. 또한 2013년 9월 6일부터 2015년 7월 14일까지 이란의 핵 문제 협상 수석대표를 역임했다. 2024년 8월 1일에는 이란의 전략 담당 부통령으로 임명되었다.